# 劉秉鈞 (知府)
刘秉钧（？—?），江西南丰人，清朝政治人物。同进士出身。

## 生平
乾隆十七年（1752年）壬申恩科進士，乾隆三十五年（1770年）接替方体泰任福建延平府知府，乾隆三十九年（1774年）由沈维基接任。